# Бинкс, Лес
Лес Бинкс (англ. Les Binks, полное имя James Leslie Binks; 8 августа 1951, Портадаун, Арма — 15 марта 2025, Лондон) — северо-ирландский музыкант, наиболее известный как барабанщик рок-группы Judas Priest в период с 1977 по 1979 год.

## Биография
Родился 5 апреля 1948 года в Портадауне.
Начинал работать у Эрика Бердона, затем был барабанщиком на записи Роджера Гловера альбома The Butterfly Ball and the Grasshopper's Feast (1974). Потом в качестве барабанщика работал у Эдди Хардина на записи его альбома Eddie Hardin’s Wizard’s Convention (1976). Некоторое время играл в поп-группе Fancy, в частности в её хите в США «Wild Thing» (кавер).
Благодаря своей связи с Роджером Гловером, Бинкс присоединился в марте 1977 года к многообещающей хэви-металлической группе Judas Priest для их мирового турне — первого на американской земле. Бинкс оставался с группой в течение двух с половиной лет — до июля 1979 года, записав студийные альбомы Stained Class и Killing Machine, а также концертный альбом Unleashed in the East. Лес Бинкс покинул группу незадолго до начала её североамериканского этапа тура «Killing Machine» («Hell Bent for Leather Tour»). Только много лет спустя, в 2017 году Бинкс сказал, что ушел, потому что, по его мнению, он был нанят группой в качестве «сессионного барабанщика-фрилансера», так и не став официальным постоянным участником.
В 1979 году Бинкс присоединился к Чарли Уитни в его группе Axis Point. В 1981 году он некоторое время был участником группы Lionheart и в этом же году участвовал в записи альбома Finardi итальянского рок-певца Эудженио Финарди. Гастролировал с группами Lionheart (1981) и Tytan (1982—1983) вскоре после выпуска их первых синглов.
Впоследствии Лес Бинкс появился в кавер-рок-группе The Shakers; вместе с Питом Фризеном также работали в группе Metalworks, играя каверы Judas Priest и Iron Maiden и других легендарных метал-групп Лондона. В 2013 году Бинкс присоединился к группе Raw Glory. В 2015 году Бинкс играл в Лондоне в группе Broken Bones и группе Kindred Spirit, с которой участвовал в записи альбома Phoenix Rising.
В течение 2017 и 2018 годов он исполнял классические песни Judas Priest вживую с новой группой Les Binks' Priesthood. Затем он намеревался присоединиться к группе KK’s Priest после концерта с ней в конце 2019 года для исполнения песен Judas Priest вместе с другими бывшими участниками этой группы — Кеннетом Даунингом (гитара) и Тимом Оуэнсом (вокал). Однако, как сообщается, Бинкс получил перелом запястья перед записью первого альбома KK Priest в 2020 году, поэтому его заменил Шон Элг из группы The Three Tremors'
Скончался 15 марта 2025 года.